# Argitxu Noblia
Argitxu Noblia   (Anglet, 3 d'abril de 1942), també coneguda com a Claire Noblia, és una dinamitzadora cultural i política d'Iparralde, presidenta de l'Ipar Buru Batzar en 2008-2009.

## Biografia
Els seus pares vivien a Bamako però tornaren a Anglet, on hi va néixer- Va estudiar a l'escola Stella Maris d'Anglet, al liceu de Biàrritz i després es llicencià en medicina a la Universitat de Bordeus. Durant la seva època d'estudiant va col·laborar amb Embata i va participar en la creació del sindicat d'estudiants Euskal Gazte Ikasleen Alkartasuna (EGIA). Va treballar com a anestesista a Baiona fins a la seva jubilació en 2002.
En 1965 es va casar amb el pilotari refugiat d'Hegoalde Lázaro Arandia, amb el que va viure durant un temps a Anglet i Baiona. Després es van separar i en 1975 es va casar amb Manex Goihenetxe, de qui es va separar 10 anys després. És mare de sis fills: Aitor, Michael, Ellande, Odon, Ortzi (fill de Goihenetche, va morir tràgicament a l'edat de llicenciatura) i Nouhou (originari de Costa d'Ivori).
El 1969 amb la mare de Lazkao Libe Goñi va convèncer alguns mestres bascofrancesos i van fundar la primera ikastola a Arrangoitze, encara que alguns afirmen que les primeres van aparèixer a Baiona i a Biarritz. En 1975 també fou el primer cap de Seaska. En 1971 va fundar l'editoprial Elkar a Baiona i també ajudà a fundar l'emissora Gure Irratia. En 1971 va col·laborar a diferents empreses com Sokoa, Hemen i Herrikoa (presidides pel seu germà Patxi Noblia), així com l'associació agrària GFAM Lurra.
De 1989 a 1995 fou regidora de l'ajuntament de Baiona amb el metge Henri Grenet, el seu fill l'advocat Aitor Arandia i el fill de Henry Jean Grenet. Fou candidata del Partit Nacionalista Basc a les eleccions legislatives franceses de 1997 per la 6a circumscripció dels Pirineus Atlàntics, en les eleccions cantonals franceses de 2008 pel cantó de Sant Joan Lohitzune i d'aquell any fins 2009 fou presidenta de l'Ipar Buru Batzar. substituint Ramuntxo Kanblong. A les eleccions al Parlament Europeu de 2009 va demanar el vot per Europa Ecologia.; fou substituïda per una altra dona, Txaro Goikolea Mintegia, i fins 2012 ha col·laborat amb Eusko Alkartasuna a la federació Regions i Pobles Solidaris.
En 2000 va presidir l'associació pacifista Bakea Bai i el 2007 el Centre Nacional de les Dones Franceses (Emakume Frantsesen Zentro Nazionaleko) a Aquitània. En 1995 va rebre el Grand Prix Humanitaire i en 2009 la federació Femmes 3 000 li va concedir les Palmes du bénévolat.

## Obres
- Vingt ans de suicides au Pays Basque (Baiona, 1977).[8]
- Pour la Paix en Pays Basque Bakea Bai (Jakin, Baiona; ISBN 2-84806-004-2) Bakea Bai.